# Victoria Cuadrillero
Victoria Cuadrillero Redondo (Guadarrama, Madrid; 6 de julio de 2000) es una ex gimnasta rítmica española que fue componente de la selección nacional de gimnasia rítmica de España en modalidad de conjuntos.

## Biografía deportiva

### Inicios
Hija del atleta Juan Antonio Cuadrillero, Victoria se inició en la gimnasia rítmica a los 7 años de edad en el Polideportivo Municipal de Guadarrama en la Escuela Municipal de dicho municipio bajo las órdenes de Celia Benayas, entrenando en torno a cuatro horas y media semanales. En 2014, con licencia nacional por el Club Sierra Madrid, participó en el Campeonato Nacional Base Individual celebrado en Guadalajara con el ejercicio de cinta, formando parte de la categoría cadete. Ese mismo año acudió a varias concentraciones de la Real Federación Española de Gimnasia en las instalaciones del CAR de Madrid (Consejo Superior de Deportes) con vistas a poder formar parte del conjunto júnior que representaría a España en el Campeonato de Europa de 2015.

### Etapa en la selección nacional

#### 2014 - 2016: etapa en el conjunto júnior
Finalmente, en septiembre de 2014 fue becada en régimen externo para formar parte del conjunto júnior nacional, pasando a entrenar a las órdenes de Ana María Pelaz en el CAR de Madrid. Durante la temporada acudieron a varias exhibiciones. En el Torneo Maite Nadal Guadalajara realizaron un ejercicio de manos libres, mientras que el 6 de diciembre en Arganda estrenaron el ejercicio de 5 pelotas con el que competirían al año siguiente. También se exhibieron en el Campeonato de España de Conjuntos de Zaragoza y en el homenaje a Sara Bayón en Palencia. 
En febrero de 2015, el conjunto júnior debutó en competición en el Torneo Internacional Miss Valentine celebrado en Tartu (Estonia), donde consiguieron la 4.ª posición en la clasificación general y la 7.ª en la final por aparatos (5 pelotas). En marzo realizaron exhibiciones tanto en el Torneo Internacional Ciudad de Barcelona como en el Campeonato de España de Gimnasia Rítmica para Personas con Discapacidad Intelectual en Vera. A finales de marzo compitieron en el Torneo Internacional de Lisboa (Portugal), donde consiguieron nuevamente la 4.ª plaza en la clasificación general, además de colgarse la medalla de bronce en la final por aparatos. En abril realizaron una exhibición en la Copa de la Reina en Guadalajara. A comienzos de mayo disputaron el Campeonato Europeo de Minsk, donde finalizaron en 9.ª posición de la clasificación general. A finales de octubre realizaron una exhibición en el Torneo de Barajas. El conjunto júnior estuvo formado este año por Victoria, Clara Esquerdo, Ana Gayán, Alba Polo, Lía Rovira y Alba Sárrias. 
En 2016, Victoria fue becada en régimen interno, trasladandose así a la Residencia Joaquín Blume del CAR de Madrid. El 23 de julio de ese año realizó dos exhibiciones junto al conjunto español júnior en la Gala 20.º Aniversario de la Medalla de Oro en Atlanta '96, celebrada en Badajoz. Posteriormente, en septiembre el conjunto realizó exhibiciones durante la Semana Europea del Deporte celebrada en la Plaza de Colón de Madrid y en el acto Glamour Sport Summit en Madrid, y en octubre, en las jornadas de puertas abiertas del CAR de Madrid y en el Torneo Internacional Ciudad de Tarragona.

#### 2017 - 2020: etapa en el conjunto sénior
En 2017, pasó a ser gimnasta titular del conjunto español sénior a las órdenes de Anna Baranova y Sara Bayón. Este año sería por lo general titular en el ejercicio de 3 pelotas y 2 cuerdas, mientras que en el de 5 aros sería suplente. El 25 de marzo tuvo lugar su debut como titular del conjunto en el Grand Prix de Thiais. En esta competición, el equipo fue 8.º en la general y 4.º en la final de 3 pelotas y 2 cuerdas. En el mes de abril disputaron la prueba de la Copa del Mundo de Pésaro (18.º puesto en la general), la prueba de la Copa del Mundo de Taskent (9.º puesto en la general y 6.º puesto en la final de pelotas y cuerdas), y la prueba de la Copa del Mundo de Bakú (7.ª posición en la general, 7.ª en la final de 5 aros y 5.ª en la final de cuerdas y pelotas). El 14 de mayo, Cuadrillero logró su primera medalla oficial internacional, al obtener el bronce en la final de 5 aros en la Copa del Mundo de Portimão. En la general el equipo fue 4.º, misma posición que logró en la final de 3 pelotas y 2 cuerdas. El conjunto, en esa competición, estaba integrado por Victoria, Mónica Alonso, Clara Esquerdo, Ana Gayán, Lía Rovira y Sara Salarrullana. Desde la Copa del Mundo de Guadalajara el equipo español estuvo formado por Victoria, Mónica Alonso, Clara Esquerdo, Ana Gayán, Alba Polo y Lía Rovira. En la clasificación general finalizaron en 6.ª posición y en la final del ejercicio mixto de cuerdas y pelotas terminaron en la 8.ª. Del 11 al 13 de agosto participaron en la última Copa del Mundo antes del Mundial, celebrada en Kazán (Rusia). Allí, el equipo consiguió la 5.ª posición en la clasificación general y la 8.ª posición en la final de 5 aros y del ejercicio mixto. El 2 de septiembre, las componentes del conjunto disputaron el Mundial de Pésaro, su primer Campeonato del Mundo. En el ejercicio mixto obtuvieron una nota de 16,150, y en el de 5 aros de 14,500 tras dos caídas de aparato, lo que hizo que se colocaran en el 15.º puesto en la general y que no pudieran clasificarse para ninguna final por aparatos.
En marzo de 2018, el conjunto inició la temporada en el Trofeo Ciudad de Desio, disputando un encuentro bilateral con Italia en el que obtuvo la plata. Una lesión de Clara Esquerdo en el pie a mediados de marzo provocó que el conjunto no pudiera participar en el Grand Prix de Thiais. Posteriormente, disputó la Copa del Mundo de Sofía, ocupando el 10.º puesto en la general. A mediados de abril, en la Copa del Mundo de Pésaro, el equipo logró la 6.º posición en la general, la 8.ª en aros y la 7.ª en el mixto, mientras que en mayo, en la Copa del Mundo de Guadalajara ocuparon la 10.ª plaza en la general y la 6.ª en la final de 3 pelotas y 2 cuerdas. A inicios de junio participó en el Campeonato Europeo de Guadalajara, el primer Europeo celebrado en España desde 2002. En el mismo ocuparon la 5.ª plaza en la general y la 6.ª tanto en la final de aros como en la del mixto. A finales de agosto compitió en la prueba de la Copa del Mundo de Minsk, donde obtuvo la 6.ª posición en la general, la 7.ª en aros y la 6.ª en el mixto. Una semana después, en la prueba de la Copa del Mundo de Kazán, lograron la 10.ª plaza en la general y la 7.ª en aros. A mediados de septiembre, el conjunto disputó el Mundial de Sofía. En el ejercicio de 5 aros obtuvieron una nota de 14,450 tras varias caídas de aparato, mientras que en el mixto lograron una puntuación de 19,150, lo que hizo que se colocaran en el 20.º puesto en la general. En la final del mixto ocuparon la 8.º plaza con 19,800. El equipo estuvo formado en este campeonato por Cuadrillero, Mónica Alonso, Clara Esquerdo, Ana Gayán, Alba Polo y Sara Salarrullana.
A inicios de marzo de 2019, el conjunto comenzó la temporada en el Torneo Internacional Diputación de Málaga (Marbella), logrando el bronce. Tras una exhibición en Corbeil-Essonnes, participaron en el Grand Prix de Thiais, obteniendo la 10.ª plaza en la general y la 6.ª en 3 aros y 4 mazas. En abril lograron la 10.ª y la 12.ª plaza en la general de las pruebas de la Copa del Mundo de Pésaro y Bakú respectivamente. En mayo, en la Copa del Mundo de Guadalajara, consiguieron la 4.ª plaza en la general, la 7.ª en 5 pelotas y la 4.ª en el mixto. Tras varias competiciones preparatorias, en septiembre disputaron el Mundial de Bakú, pudiendo obtener solo el puesto 17.º en la general y no logrando la plaza olímpica. El equipo estuvo formado en este campeonato por Cuadrillero, Clara Esquerdo, Ana Gayán, Alba Polo, Emma Reyes y Sara Salarrullana.

### Retirada de la gimnasia
En agosto de 2020, Cuadrillero fue apartada del conjunto sénior tras un control realizado entre el 12 y el 13 de agosto por el equipo técnico liderado por la nueva seleccionadora Alejandra Quereda y por la directora técnica Isabel Pagán, al considerarse que no superaba los requisitos para continuar en la selección nacional. El 15 de agosto la propia gimnasta anunció a través de sus redes sociales la decisión del equipo técnico, así como su retirada de la gimnasia.

## Música de los ejercicios
| Año                    | Aparatos                                                                                            | Música |
| ---------------------- | --------------------------------------------------------------------------------------------------- | --- |
| 2016 (Conjunto júnior) | Ejercicio de exhibición (6 aros) en Gala 20.º Aniversario de la Medalla de Oro en Atlanta '96       | Medley de varias canciones pertenecientes a musicales norteamericanos, principalmente «America», compuesta por Leonard Bernstein e incluida en West Side Story, o «I Got Rhythm» y «Embraceable You», temas creados por George Gershwin y que aparecieron en la banda sonora de Un americano en París. |
| 2016 (Conjunto júnior) | Ejercicio de exhibición (Manos libres) en Gala 20.º Aniversario de la Medalla de Oro en Atlanta '96 | «Canción del toreador» de la ópera Carmen de Georges Bizet. |
| 2017                   | 5 aros                                                                                              | «Torn (Redux)» de Nathan Lanier, perteneciente a la banda sonora de High Strung. |
| 2017                   | 3 pelotas y 2 cuerdas                                                                               | Medley de los temas «Agua que va a caer» y «Oriza» de Ismael Rivera y Rafael Cortijo, «Aquí el que baila gana» de Fania All-Stars y «Para gozar» de Samba Squad. |
| 2018                   | 5 aros                                                                                              | «Final y "A ciegas"», interpretada por Miguel Poveda y compuesta por Alberto Iglesias para la banda sonora de Los abrazos rotos. |
| 2018                   | 3 pelotas y 2 cuerdas                                                                               | «Kairos» de Derek Hough y Lindsey Stirling. |
| 2019                   | 5 pelotas                                                                                           | Versión de la Sinfonía n.º 5 en do menor, Op. 67 de Ludwig van Beethoven, incluida en el espectáculo Nacidos para bailar de Los Vivancos. |
| 2019                   | 3 aros y 4 mazas                                                                                    | «The Flamenco of the Haunted Guitar» de Agamemnon. |

## Palmarés deportivo

### Selección española
| 2015 - Torneo Internacional Miss Valentine de Tartu 4.º puesto en concurso general 7.º puesto en 5 pelotas - Torneo Internacional de Lisboa 4.º puesto en concurso general Bronce en 5 pelotas - Campeonato de Europa de Minsk 9.º puesto en concurso general (calificación) 2017 - Grand Prix de Thiais 8.º puesto en concurso general 4.º puesto en 3 pelotas y 2 cuerdas - Prueba de la Copa del Mundo en Pésaro 18.º puesto en concurso general - Prueba de la Copa del Mundo en Taskent 9.º puesto en concurso general 6.º puesto en 3 pelotas y 2 cuerdas - Prueba de la Copa del Mundo en Bakú 7.º puesto en concurso general 7.º puesto en 5 aros 5.º puesto en 3 pelotas y 2 cuerdas - Prueba de la Copa del Mundo en Portimão 4.º puesto en concurso general Bronce en 5 aros 4.º puesto en 3 pelotas y 2 cuerdas - Prueba de la Copa del Mundo en Guadalajara 6.º puesto en concurso general 8.º puesto en 3 pelotas y 2 cuerdas - Prueba de la Copa del Mundo en Kazán 5.º puesto en concurso general 8.º puesto en 5 aros 8.º puesto en 3 pelotas y 2 cuerdas - Campeonato del Mundo de Pésaro 15.º puesto en concurso general 2018 - Trofeo Ciudad de Desio / Encuentro bilateral Italia - España Plata en concurso general - Prueba de la Copa del Mundo en Sofía 10.º puesto en concurso general - Prueba de la Copa del Mundo en Pésaro 6.º puesto en concurso general 8.º puesto en 5 aros 7.º puesto en 3 pelotas y 2 cuerdas - Prueba de la Copa del Mundo en Guadalajara 10.º puesto en concurso general 6.º puesto en 3 pelotas y 2 cuerdas | 2018 (continuación) - Campeonato de Europa de Guadalajara 5.º puesto en concurso general 6.º puesto en 5 aros 6.º puesto en 3 pelotas y 2 cuerdas - Prueba de la Copa del Mundo en Minsk 6.º puesto en concurso general 7.º puesto en 5 aros 6.º puesto en 3 pelotas y 2 cuerdas - Prueba de la Copa del Mundo en Kazán 10.º puesto en concurso general 7.º puesto en 5 aros - Campeonato del Mundo de Sofía 20.º puesto en concurso general 8.º puesto en 3 pelotas y 2 cuerdas 2019 - Torneo Internacional Diputación de Málaga Bronce en concurso general - Grand Prix de Thiais 10.º puesto en concurso general 6.º puesto en 3 aros y 4 mazas - Prueba de la Copa del Mundo en Pésaro 10.º puesto en concurso general - Prueba de la Copa del Mundo en Bakú 12.º puesto en concurso general - Prueba de la Copa del Mundo en Guadalajara 4.º puesto en concurso general 7.º puesto en 5 pelotas 4.º puesto en 3 aros y 4 mazas - Prueba de la Copa del Mundo en Minsk 13.er puesto en concurso general - Prueba de la Copa del Mundo en Cluj-Napoca 5.º puesto en concurso general 5.º puesto en 5 pelotas 5.º puesto en 3 aros y 4 mazas - Prueba de la Copa del Mundo en Kazán 10.º puesto en concurso general - Prueba de la Copa del Mundo en Portimão 4.º puesto en concurso general 4.º puesto en 5 pelotas 6.º puesto en 3 aros y 4 mazas - Campeonato del Mundo de Bakú 17.º puesto en concurso general |

## Premios, reconocimientos y distinciones
- Premio al mérito deportivo como deportista más destacada de la temporada en la IX Gala del Deporte de la Agrupación Deportiva de la Sierra (2017)

## Filmografía

### Publicidad
- Anuncio de televisión para Joma, entonces patrocinador del COE (2015).[9]
- Anuncio de televisión para Divina Pastora Seguros, entonces patrocinador de la RFEG, de la campaña «Corre. Vuela. No te detengas» (2015).
- Anuncio de televisión para Divina Pastora Seguros, patrocinador de la RFEG, de la campaña «La igualdad no se vende, la igualdad se practica» (2020).[10]